# نادين أميس
نادين أميس (بالإندونيسية: Nadine Alexandra)‏ هي عارضة وممثلة إندونيسية، ولدت في 23 مايو 1991 في ونشستر في المملكة المتحدة.

## وصلات خارجية
- نادين أميس على موقع IMDb (الإنجليزية)
- نادين أميس على موقع IMDb (الإنجليزية)